# 福岡市立小笹小学校
福岡市立小笹小学校（ふくおかしりつ おざさしょうがっこう）は、福岡県福岡市中央区平和に位置する公立小学校。

## 概要
近くに、福岡市立平尾中学校、福岡県警察学校がある。校区内には、福岡市植物園、鴻巣山展望台がある。
最寄バス停は西鉄バス小笹バス停、西鉄バス平和五丁目バス停。敷地内にはトントン山という山がある。青少年赤十字加盟校。マスコットキャラクターとしてトントンくんと言うパンダのような見た目をしたトントン山の妖精がいる。（小笹小学校50周年事業で作成）全教室に冷暖房が完備されている。

## 沿革
- 1963年9月 - 福岡市立田島小学校（現在の福岡市立笹丘小学校）小笹分校として開校。
- 1964年 - 福岡市立小笹小学校として独立。